# گرم‌بیت پایین
گرم‌بیت پایین، روستایی در دهستان درگس بخش باهوکلات شهرستان دشتیاری در استان سیستان و بلوچستان ایران است.

## جمعیت
بر پایه سرشماری عمومی نفوس و مسکن در سال ۱۳۹۵، جمعیت این روستا برابر با ۶۲۳ نفر (۱۴۶ خانوار) بوده‌است.